# Open de Rennes
L'Open de Rennes è un torneo professionistico di tennis giocato sul cemento indoor, che fa parte dell'ATP Challenger Tour.
Gli incontri del campo principale vengono disputati annualmente al palazzo dello sport Le Liberté di Rennes in Francia, mentre altri incontri avvengono al TC Grégorien, a nord della città.

## Albo d'oro

### Singolare
| Anno | Campione           | Finalista         | Punteggio           |
| ---- | ------------------ | ----------------- | ------------------- |
| 2024 | Jacob Fearnley     | Quentin Halys     | 0–6, 7–6(5), 6–3    |
| 2023 | Maxime Cressy      | Benjamin Bonzi    | 6–3, 2–0 rit.       |
| 2022 | Ugo Humbert        | Dominic Thiem     | 6–3, 6–0            |
| 2021 | Benjamin Bonzi     | Mats Moraing      | 7–6(3),7–6(3)       |
| 2020 | Arthur Rinderknech | James Ward        | 7–5, 6–4            |
| 2019 | Ričardas Berankis  | Antoine Hoang     | 6–4, 6–2            |
| 2018 | Vasek Pospisil (2) | Ričardas Berankis | 6–1, 6–2            |
| 2017 | Uladzimir Ignatik  | Andrej Rublëv     | 6(6)–7, 6–3, 7–6(5) |
| 2018 | Vasek Pospisil (1) | Ričardas Berankis | 6–1, 6–2            |
| 2016 | Non disputato      | Non disputato     | Non disputato       |
| 2015 | Malek Jaziri       | Igor Sijsling     | 5–7, 7–5, 6–4       |
| 2014 | Steve Darcis       | Nicolas Mahut     | 6–2, 6–4            |
| 2013 | Nicolas Mahut      | Kenny de Schepper | 6–3, 7–6(3)         |
| 2012 | Kenny de Schepper  | Illja Marčenko    | 7–6(4), 6–2         |
| 2011 | Julien Benneteau   | Olivier Rochus    | 6–4, 6–3            |
| 2010 | Marc Gicquel       | Stéphane Bohli    | 7–6(6), 4–6, 6–1    |
| 2009 | Alejandro Falla    | Thierry Ascione   | 6–3, 6–2            |
| 2008 | Josselin Ouanna    | Adrian Mannarino  | 6–2, 6–3            |
| 2007 | Philipp Petzschner | Gilles Müller     | 6–3, 6–4            |
| 2006 | Jo-Wilfried Tsonga | Tobias Summerer   | 1–6, 7–5, 7–5       |

### Doppio
| Anno | Campione                                        | Finalista                                 | Punteggio           |
| ---- | ----------------------------------------------- | ----------------------------------------- | ------------------- |
| 2024 | Sander Arends (3) Grégoire Jacq                 | Antoine Escoffier Joshua Paris            | 6–4, 6–2            |
| 2023 | Sander Arends (2) David Pel (2)                 | Antoine Escoffier Niki Kaliyanda Poonacha | 6–3, 6–2            |
| 2022 | Jonathan Eysseric David Pel (1)                 | Dan Added Albano Olivetti                 | 6–4, 6–4            |
| 2021 | Bart Stevens Tim van Rijthoven                  | Marek Gengel Tomáš Macháč                 | 6(2)–7, 7–5, [10–3] |
| 2020 | Antonio Šančić (2) Tristan-Samuel Weissborn (2) | Tejmuraz Gabašvili Lukáš Lacko            | 7–5, 6(5)–7, [10–7] |
| 2019 | Sander Arends (1) Tristan-Samuel Weissborn (1)  | David Pel Antonio Šančić                  | 6–4, 6–4            |
| 2018 | Sander Gillé Joran Vliegen                      | Sander Arends Antonio Šančiċ              | 6–3, 6(1)–7, [10–7] |
| 2017 | Evgenij Donskoj Michail Elgin                   | Julian Knowle Jonathan Marray             | 6–4, 3–6, [11–9]    |
| 2016 | Non disputato                                   | Non disputato                             | Non disputato       |
| 2015 | Andrea Arnaboldi Antonio Šančić (1)             | Wesley Koolhof Matwé Middlekoop           | 6–4, 2–6, [14–12]   |
| 2014 | Tobias Kamke Philipp Marx (2)                   | František Čermák Jonathan Erlich          | 3–6, 6–2, [10–3]    |
| 2013 | Oliver Marach Florin Mergea (2)                 | Nicholas Monroe Simon Stadler             | 6–4, 3–6, [10–7]    |
| 2012 | Philipp Marx (1) Florin Mergea (1)              | Tomasz Bednarek Mateusz Kowalczyk         | 6–3, 6–2            |
| 2011 | Martin Emmrich Andreas Siljeström               | Kenny de Schepper Édouard Roger-Vasselin  | 6–4, 6–4            |
| 2010 | Scott Lipsky David Martin                       | Denis Gremelmayr Björn Phau               | 6–4, 5–7, [12–10]   |
| 2009 | Eric Butorac Lovro Zovko                        | Kevin Anderson Dominik Hrbatý             | 6–4, 3–6, [10–6]    |
| 2008 | James Auckland Dick Norman                      | Yves Allegro Horia Tecău                  | 6–3, 6–4            |
| 2007 | Philipp Petzschner Björn Phau                   | Filip Polášek Igor Zelenay                | 6–2, 6–2            |
| 2006 | Grégory Carraz Mathieu Montcourt                | Tomasz Bednarek Frank Moser               | 6–3, 3–6, [10–4]    |